# Ryszard Jakubowski (żołnierz AK)
Ryszard Władysław Jakubowski ps. Boruta (ur. 1 listopada 1925 w Warszawie, zm. 13 sierpnia 2013 w Koźmicach Wielkich) – żołnierz Armii Krajowej.

## Życiorys
Syn Władysława i Zuzanny z domu Kowalskiej. Od maja 1942 w Armii Krajowej w Warszawie, a następnie w Kielcach (listopad 1943 – kwiecień 1944). Podczas powstania warszawskiego walczył na Starym Mieście. Był ranny. W 1944 odznaczony Krzyżem Srebrnym Orderu Virtuti Militari i awansowany na podporucznika czasu wojny. Do kwietnia 1945 przebywał w niewoli w obozie Sandbostel-Murnau. Numer jeniecki 102033. Po jego wyzwoleniu został przyjęty do 2 Korpusu Polskiego we Włoszech i przydzielony do 16 kompanii saperów. Po demobilizacji na emigracji w Wielkiej Brytanii, skąd powrócił w 2006. Był członkiem Koła Wieliczka Światowego Związku Żołnierzy AK.
29 lipca 2007 prezydent Lech Kaczyński odznaczył Ryszarda Jakubowskiego Krzyżem Oficerskim Orderu Odrodzenia Polski podczas obchodów 63. rocznicy wybuchu powstania warszawskiego.
Jakubowski pochowany został na cmentarzu w Gorzkowie.